# Persone di nome Pietro/Militari
| Questa pagina contiene informazioni ricavate automaticamente dalle voci biografiche con l'ausilio del template Bio e di un bot. L'aggiornamento è periodico e automatico e ricostruisce completamente la pagina. Se manca una persona in questa lista, sei pregato di non aggiungerla, ma accertati piuttosto che la sua voce biografica contenga il template Bio e che i dati anagrafici siano correttamente compilati. Se il template Bio manca, inseriscilo tu stesso o, in alternativa, metti l'avviso {{tmp\|Bio}} che ne segnala la mancanza. Se i dati riportati sono sbagliati, correggi direttamente la voce biografica; le modifiche saranno visibili in questa lista entro pochi giorni. Per chiarimenti vedi il progetto antroponimi. La lista contiene solo le 54 persone che sono citate nell'enciclopedia e per le quali è stato implementato correttamente il template Bio. Pagina aggiornata al 6 mag 2025. |

Questa è una lista di persone presenti nell'enciclopedia che hanno il nome Pietro e sono militari.

## A(1)
- Pietro Ago, militare e politico italiano (Agrigento, n. 1872 - Roma, † 1966)

## B(8)
- Pietro Baiocchi, militare e patriota italiano (Atri, n. 1834 - Palermo, † 1860)
- Pietro Barsanti, militare italiano (Borgo a Mozzano, n. 1849 - Milano, † 1870)
- Pietro Belly, militare e ingegnere italiano (n. 1731 - Torino, † 1791)
- Pietro Bernardini, militare italiano (Prepotto, n. 1914 - Wolinzewo, † 1941)
- Pietro Bernotti, militare italiano (Casale Monferrato, n. 1884 - Monte San Michele, † 1915)
- Pietro Bianchi, militare e aviatore italiano (Stradella, n. 1915 - Capo Pula, † 1943)
- Pietro Bonannini, militare e aviatore italiano (Olbia, n. 1919 - Patrica, † 1961)
- Pietro Bruno, militare italiano (Aidone, n. 1920 - Seconda battaglia di El Alamein, † 1942)

## C(12)
- Pietro Caetani, VI duca di Sermoneta, militare italiano (Roma, n. 1562 - Roma, † 1614)
- Pietro Calistri, militare italiano (Verona, n. 1914 - Dongo, † 1945)
- Pietro Camedda, militare italiano (Gattinara, n. 1965)
- Pietro Carboni, militare italiano (Paulilatino, n. 1914 - Asclip, † 1944)
- Pietro Caruso, militare e funzionario italiano (Maddaloni, n. 1899 - Roma, † 1944)
- Pietro Castellacci, militare italiano (Pietrasanta, n. 1912 - Monte Dunun, † 1936)
- Pietro Cavezzale, militare italiano (Cuneo, n. 1922 - Lero, † 1943)
- Pietro Cella, militare italiano (Bardi, n. 1851 - Adua, † 1896)
- Pietro Antonio Colazzo, militare e agente segreto italiano (Galatina, n. 1962 - Kabul, † 2010)
- Antonio Conforti, militare e poeta italiano (Parma, n. 1791 - Parma, † 1857)
- Pietro Crespi, militare italiano (Milano, n. 1897 - Monte Pertica, † 1918)
- Pietro Cuzzoli, militare italiano (Caprarola, n. 1949 - Viterbo, † 1980)

## D(6)
- Pietro de Cristofaro, militare italiano (Napoli, n. 1900 - Mar Mediterraneo, † 1941)
- Pietro Augusto Dacomo, militare e partigiano italiano (Monticello d'Alba, n. 1921 - Cairo Montenotte, † 1944)
- Pietro Donato, militare italiano (Messina, n. 1921 - Fiume Don, † 1942)
- Pietro Dosio, militare italiano (Cassina dei Passerini, n. 1833)
- Pietro d'Angiò, militare francese (Napoli, n. 1292 - Montecatini, † 1315)
- Pietro d'Orléans, ufficiale e viaggiatore francese (Saint-Cloud, n. 1845 - Parigi, † 1919)

## F(3)
- Pietro Fanti, militare italiano (Soriano nel Cimino, n. 1899 - Soriano nel Cimino, † 1943)
- Pietro Fasil, militare italiano (Sappada, n. 1921 - Prima battaglia difensiva del Don, † 1942)
- Pietro Fumel, militare italiano (Ivrea, n. 1821 - Milano, † 1886)

## G(2)
- Pietro Gramigna, militare italiano (Lugo di Romagna, n. 1912 - Bologna, † 1987)
- Pietro Grosso, militare italiano (Genova, n. 1893 - Rob – Gheveà, † 1937)

## I(1)
- Pietro Inzani, militare e partigiano italiano (Monastero di Morfasso, n. 1914 - Ferriere, † 1945)

## K(1)
- Pietro Koch, militare e poliziotto italiano (Benevento, n. 1918 - Roma, † 1945)

## L(2)
- Pietro Loredan, militare e politico italiano (Venezia, n. 1372 - Venezia, † 1438)
- Pietro Lupo, ufficiale italiano (Catania, n. 1898 - Giabassiré, † 1936)

## M(7)
- Pietro Marocco, militare italiano (Milano, n. 1888 - Malga Durer, † 1915)
- Pietro Marquett de Guevara, militare italiano
- Pietro Maset, militare e partigiano italiano (Scomigo, n. 1911 - Piancavallo, † 1945)
- Pietro Micca, militare e operaio italiano (Sagliano, n. 1677 - Torino, † 1706)
- Pietro Micheletti, militare italiano (Pennabilli, n. 1900 - Pennabilli, † 2005)
- Pietro Mitolo, militare e politico italiano (Bolzano, n. 1921 - Brescia, † 2010)
- Pietro Mittica, militare italiano (Pizzo, n. 1915 - Pordenone, † 2003)

## P(2)
- Pietro Padovani, militare e aviatore italiano (Crespellano, n. 1906 - Mediterraneo, † 1943)
- Pietro Pietramellara, militare e patriota italiano (Bologna, n. 1804 - Roma, † 1849)

## Q(1)
- Pietro Quintini, militare italiano (Roma, n. 1814 - Terni, † 1865)

## R(1)
- Pietro Rainero, militare italiano (Marmora, n. 1892 - Monte Sei Busi, † 1915)

## S(4)
- Pietro Salemi, militare italiano (Modica, n. 1912 - Modica, † 1970)
- Pietro Serini, militare e aviatore italiano (Toscolano Maderno, n. 1912 - Cielo delle Isole Eolie, † 1943)
- Pietro Spangaro, militare, patriota e ufficiale italiano (Venezia, n. 1813 - Milano, † 1894)
- Pietro Strengacci, militare italiano (Roma, n. 1909 - Guerra di Spagna, † 1938)

## T(1)
- Pietro Toselli, militare italiano (Peveragno, n. 1856 - Amba Alagi, † 1895)

## V(2)
- Pietro Verri, militare e agente segreto italiano (Pavia, n. 1868 - Henni Sciara Sciat, † 1911)
- Pietro Volpi, militare italiano (Treviglio, n. 1911 - Africa Orientale Italiana, † 1941)